# Ekkehard II. von Scheyern
Ekkehard II. von Scheyern († nach 1135) aus dem Geschlecht der Wittelsbacher / Grafen von Scheyern war Sohn von Ekkehard I. von Scheyern und Richgard von Krain-Orlamünde.

## Leben
Ekkehard II. von Scheyern stimmt im 1114 der Zusammenlegung der Familienklöster in die Familienburg Scheyern zu. Später schenkte er dem Kloster auch noch weitere Besitzungen.
Er war ab 1116 Vogt von Ebersberg, trat kurz vor seinem Tod als Benediktiner ins Kloster Scheyern ein und übertrug diesem einige Besitzungen.